# Maaka (żona Roboama)
Maaka − postać biblijna, królowa Judy. 
Pochodziła z izraelskiej dynastii królewskiej. Była po kądzieli wnuczką Absaloma i prawnuczką króla Dawida. Została jedną z żon swojego krewnego Roboama, króla Judy. Przeżyła swojego męża i syna - kolejnego judzkiego króla Abiasza. Za panowania swojego wnuka Asy została pozbawiona godności królowej-matki, gdyż sprzeciwiała się kultowi Jahwe.
Wszyscy królowie Judy - począwszy od Abiasza byli jej potomkami.